# Michele Sindona
Michele Sindona (ur. 8 maja 1920 roku w Patti, zm. 22 marca 1986 roku w Voghera) – włoski bankier mający szerokie kontakty z mafią sycylijską i czołowymi włoskimi politykami (m.in. z wielokrotnym premierem Giulio Andreottim), członek Loży Masońskiej P-2 Propaganda Due; znany wśród bankierów jako The Shark. 
Pełnił rolę oficjalnego bankiera Stolicy Apostolskiej podczas pontyfikatu Papieża Pawła VI, dzięki czemu miał pełną kontrolę nad zagranicznymi inwestycjami Watykanu w imieniu banku watykańskiego IOR.

## Lata młodzieńcze
Urodził się na Sycylii w miejscowości Patti (prowincja Mesyna). Od wczesnych lat przejawiał zdolności z matematyki i ekonomii.
Stosunkowo szybko zwrócił na siebie uwagę miejscowego biskupa. Biskup ten następnie polecił go kardynałowi Giovanniemu Battiscie Montiniemu, przyszłemu papieżowi Pawłowi VI. 
Równocześnie nawiązał kontakty z jednym z największych włosko-amerykańskich mafiosów Vitem Genovese. Po zakończeniu II wojny światowej robili ze sobą skromne interesy na pszenicy i cytrynach.

## Działalność powojenna
W 1948 roku przeniósł się do Mediolanu jako specjalista od spraw podatkowych. Przez następne trzydzieści lat piął się w hierarchii włoskiej i międzynarodowej finansjery. To o nim premier Giulio Andreotti mówił „Zbawca włoskiego lira”.
Sindona, w latach swojej świetności, kontrolował ok. 40% akcji kupowanych i sprzedawanych na mediolańskiej giełdzie (bezpośrednia kontrola lub za pomocą podstawionych ludzi). Zdolności matematyczno-ekonomiczne Sindony sprawiły, że jego tajnym klientem została mafia sycylijska. Od czasu, gdy na poważnie weszła ona w międzynarodowy handel narkotyków (w ramach French Connection i Palermo Connection) potrzebowała osoby „wtajemniczonej” do prania pieniędzy na światową skalę. Handlarze narkotyków pod koniec lat 70. przesyłali do Palermo około miliarda dolarów rocznie (pieniądze przelewano m.in. przez Szwajcarię, Liechtenstein, Londyn, Caracas i Kajmany).
Sindona najprawdopodobniej wziął udział w słynnym Szczycie w Palermo.
W 1964 roku założył firmę maklerską Moneyrex, która zajmowała się międzynarodowym obrotem walutowym. Klientami było osiemset banków z całego świata, a obroty sięgały 200 mld dolarów rocznie.
Dzięki jego firmie wielu bogatych i wpływowych Włochów (i nie tylko oni) mogło bez większych kłopotów, ale nielegalnie, gromadzić na zagranicznych kontach wielkie fortuny. Dla własnego zabezpieczenia zachowywał wszystkie rachunki tych najbogatszych na wypadek zagrożenia majątku.
Wszystko układało mu się do pierwszej połowy lat 70. Kłopoty pojawiły się, gdy Sindona zakupił Franklin Bank w Nowym Jorku. Zakupu dokonał nie ze własnej kieszeni, lecz z pieniędzy wyciągniętych ze swoich banków we Włoszech. Przez następne miesiące opróżniał aktywa banku. W październiku 1974 roku udało mu się jeszcze pożyczyć 1,7 mld dolarów z Funduszu Rezerw Federalnych, ale to nie powstrzymało upadku. 8 października br. Franklin Bank ogłosił upadek – największy w dziejach Ameryki.
W ciągu następnych tygodni upadły cztery inne europejskie banki: Banca Privata Italiana, Finabank, Amincor i Bankhaus Wolff w Hamburgu. W sumie były to miliardy dolarów (oficjalne i te nieoficjalne, czyli nielegalne). Sindona zrozumiał, że musi się ukrywać przed amerykańskim i włoskim wymiarem sprawiedliwości. Z pomocą przyszli mu mafiosi.
W marcu 1979 roku do nowojorskiego sądu wpłynął przeciwko niemu akt oskarżenia obejmujący dziewięćdziesiąt dziewięć przestępstw, w tym: oszustwa, krzywoprzysięstwa i niewłaściwego używania funduszy bankowych. Groziło mu 25 lat pozbawienia wolności w Stanach Zjednoczonych i tyle samo we Włoszech (o ile zostałby przez nich schwytany).
W tym czasie dwaj przedstawiciele wymiaru sprawiedliwości – zastępca prokuratora w Nowym Jorku, John Kenney i prawnik z Mediolanu, Giorgio Ambrosoli, wymieniali się informacjami na temat działalności banków Sindony. Ambrosoli zarządzał masą upadłościową jego banków.
Mniej więcej w tym czasie Boris Giuliano – jako jeden z pierwszych śledczych – odkrył jego powiązania z mafią i bankiem watykańskim. Niebawem został zamordowany (21 lipca 1979 r.).
Członkowie amerykańskiej mafii postanowili zapewnić bezpieczeństwo ulubionemu bankierowi. W kwietniu 1979 roku bracia Cherry Hill Gambinos (John, Rosario i Giuseppe) postanowili upozorować jego porwanie, aby utrudnić akcję poszukiwawczą organów ścigania (i dla zmylenia tropu).
Nie było tajemnicą, że Sindona i John Gambino często ze sobą się spotykali przy wspólnych kolacjach w ekskluzywnym Hotelu Pierre na Fifth Avenue albo w „Cafe Valentino” na 18th Avenue na Brooklynie. To tam omawiali szczegóły prania pieniędzy.
Jednak w 1979 roku sytuacja Sindony nie wyglądała już najlepiej. Doprowadził do bankructwa wielu ludzi, zdefraudował ogromne pieniądze, spowodował wybuch niekontrolowanych zawirowań na międzynarodowych rynkach walutowych. Okazało się, że przepadła ponadto pożyczka w wysokości 1,4 mld dolarów udzielona przez bank watykański IOR. Było już pewne, że stracił on bezpowrotnie wielkie pieniądze, w tym te należące do mafii, ale był jej jeszcze potrzebny.
11 lipca 1979 roku został zastrzelony Giorgio Ambrosola, dzień po podpisaniu protokołu dotyczącego wielomiliardowych malwersacji Sindony. Nikt nie miał wątpliwości, iż wyrok na prawniku wydał sam Sindona.

## Tajemnicze porwanie
2 sierpnia 1979 roku Michele Sindona wyszedł z Hotelu Pierre i zniknął. Następnie anonimowa osoba poinformowała jego sekretarkę, że Sindona został porwany. Przebywał przez krótki moment w Hotelu Tudor na 42 East Street ochraniany przez mafiosów i kilku masonów podlegających Licio Gellemu.
Taka ochrona świadczyć miała, że istniało tajne porozumienie Loży P-2 (jedno z jej skrzydeł) z mafią sycylijską.
Sindona pod ścisłą ochroną (obecny był m.in. Joseph Macaluso z Katanii) odbył podróż na Sycylię, po drodze wpadli do Aten. Dołączył do nich tajemniczy lekarz, Giuseppe Miceli Crimi, mason 37 stopnia w tajnej loży CAMEA w Palermo. Później przybył do nich szwagier Stefana Bontatego. 
Ostatecznie Sindona wylądował na Sycylii gdzie spędził, przez nikogo nie nękany, siedemdziesiąt dni. Tutaj poruszał się swobodnie po ulicach Palermo, rozmawiając z wieloma osobami i odbywając liczne narady z mafijnymi bossami.
Pobyt Sindony na Sycylii nie mógł ujść uwadze policji. Paradoksalnie wiedziało o tym kilku z nich, notabene członkowie loży masońskiej, w tym zastępca zamordowanego Borisa Giuliano – Giuseppe Impallomeni oraz Giuseppe Nicolicchia.
Inni wtajemniczeni w porwanie Michele Sindony, Licio Gelli i dr Miceli Crimi (szef służby medycznej policji w Palermo; to on ujawnił później kulisy działania loży P-2), nawzajem się informowali o przebiegu intrygi. Przekazywali również informacje ówczesnemu bossowi mafii sycylijskiej Stefano Bontate'mu.
Prawdziwy powód tajemniczego porwania Michele Sindony został bezpowrotnie pogrzebany wśród wielu teorii, jakie się później pojawiły.
Jedna z nich mówiła, że został porwany przez komunistycznych wrogów. Potwierdzeniem tej tezy miało być to, że podano mu środek usypiający, po czym dr Crimi z bliska oddał strzał w udo Sindony. Zdjęcie rannego porwanego trafiło do prasy z napisem „My zrobimy mu prawdziwy proces”. Wyimaginowany „Proletariacki Komitet Rewolucji na rzecz Lepszego Życia” opublikował list z żądaniami, które miały być natychmiast wykonane, w przeciwnym razie Sindona zostanie zamordowany.
Inna wersja mówi, że Sindona zniknął, gdyż miał stanąć na czele powstania walczącego o niepodległość Sycylii i przeciwko komunistom.
Najprawdopodobniejszą wersją jest, że mafia i masoni (razem) postanowili odzyskać utracone pieniądze wskutek upadków banków Sindony. Chcieli oni wycisnąć z powrotem pieniądze, posługując się szantażem, od całej elity politycznej i finansowej kraju. Sindona posiadał bowiem listę pięciuset najbardziej wpływowych i bogatych osób. Wybrane osoby z listy dostawały wiadomości drogą listowną, telefoniczną lub przez posłańców. Tak czy inaczej musieli płacić za milczenie, gdyż Sindona posiadał dokumenty, które mogły zniszczyć ogromną ilość wpływowych osobistości Włoch. 
Ulica miała również swoją wersję, według której Sindona wiedział o wielu sprawkach ludzi, którzy tak naprawdę rządzili całymi Włochami. Grupa tych ludzi (Palazzo) osłaniała go, a całe porwanie i szantażowanie wybranych bogaczy miało jedynie spowodować przerzucenie kosztów rządowych (a także mafijnych i masońskich) malwersacji na barki włoskiego społeczeństwa. Ponadto gabinet Giulio Andreottiego dał przyzwolenie dla tzw. „operacji ratunkowej” mającej uratować Sindonę.
W październiku 1979 roku miało dojść do spotkania w Wiedniu Sindony i „porywaczy” z jego prawnikiem, który miał rzekomo przywieźć żądane dokumenty. Termin wyznaczono na 10 października. Dzień wcześniej prawnik otrzymał telefon od kuriera (Vincenzo Spatola), z informacją, że ma mu do przekazania list od Sindony. Telefon ten był na podsłuchu, policja zatrzymała Vincenzo. Sindona szybko poleciał do Stanów Zjednoczonych, z lotniska Kennedy’ego odebrał go Rosario Gambino. Po czym Sindona oddał się w ręce FBI.
Aresztowanie Spatoli doprowadziło do wszczęcia szeroko zakrojonego śledztwa (po obu stronach Atlantyku), które po upływie trzech lat ujawniło powiązania mafii z rzekomym porwaniem Sindony. Przy okazji okazało się, że wielu Sycylijczyków zaangażowanych jest w międzynarodowy handel narkotyków. (Proces w Palermo w 1982 r. – 79 oskarżonych, pięćdziesięciu kilku innych objęły nakazy aresztowania).
Sindona został skazany w nowojorskim procesie na 25 lat pozbawienia wolności. Na podstawie wniosku ekstradycyjnego trafił przed oblicze włoskiego wymiaru sprawiedliwości. Sąd w Mediolanie skazał Michele Sindonę (18 marca 1986) na dożywocie za zlecenie zabójstwa Giorgio Ambrosoli'ego.
22 marca 1986 r. zmarł z powodu otrucia strychniną. Są również teorie, że zażył ją sam.